# Реньє III
Реньє III (фр. Rainier Louis Henri Maxence Bertrand Grimaldi; 31 травня 1923 — 6 квітня 2005) — князь Монако з 1949 до 2005 року. Походив з династії Грімальді.

## Життєпис

### Молоді роки

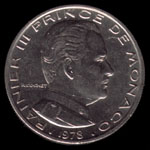
Монета із зображенням Реньє III

Народився у Монако. Був сином Шарлоти, герцогині Валентинуа, доньки Луї II, князя Монако, та графа П'єра де Полін'яка. Навчався Реньє у Соммерсфільд-школі, а потім Стоу (Велика Британія). Після закінчення цих шкіл Реньє навчався в Інституті ле Розі (Швейцарія). Після чого закінчив Університет м. Монпельє, в якому отримав ступінь бакалавра мистецтв. Потім навчався в Інституті політичних досліджень у Парижі.
Реньє брав участь у Другій світовій війні. У вересні 1944 року він став артилерійським офіцером французької армії. За участь у бойових діях Реньє отримав Військовий Хрест та Бронзову зірку, а також став кавалером Ордена Почесного легіону.
У 1944 році мати Реньє Шарлота відмовилася від прав на трон Монако на користь Реньє.

### Правління
9 травня 1949 року Реньє став новим князем Монако. Урочиста церемонія коронації князя відбулась 19 листопада 1949 р. в Соборі Святого Миколи.
Він став першим правителем князівства, що народився в ньому. В перші роки правління Реньє III стикнувся з низкою проблем, перш за все фінансового характеру. Скарбниця країни була майже порожня. Репутація самого Монако була заплямована корупційними та брудними фінансовими оборудками. Банк Монако, в якому доля Реньє III була 55 відсотків, був майже банкрутом. Контроль над цим банком майже повністю перебрав на себе мільярдер Аристотель Онасіс.
Новий князь вирішив повністю присвятити себе управлінню країною. Для проведення необхідних реформ Реньє III вирішив навіть призупинити дію конституції князівства у 1959 році. Реньє вирішив перетворити країну на податковий рай, поліпшити роботу казни князівства. У 1962 році він впровадив нову конституцію Монако, згідно з якою обмежувалася влада князя і розширювалася влада парламенту — Національної ради. Завдяки діям Реньє економіка князівства почала відновлюватися — у 1964 році він зміг відновити контроль над Банком Монако.
Водночас князь Монако турбувався про підвищення престижу своєї країни — тут щорічно влаштовувалися симпозіуми, конференції, балетний фестиваль, кінофестиваль, фестиваль циркового мистецтва, кожного року сюди приїздили учасники спортивних змагань.

## Родина
Дружина — Грейс Келлі, кіноакторка
Діти:
- Кароліна (1957)
- Альбер (1958)
- Стефанія (1965)

## Герб
Червоні ромби на білому тлі. Девіз роду Гарімальді: «Deo Juvante» (лат. З Божою поміччю).